# بيل كونلي
بيل كونلي (بالإنجليزية: Bill Connelly)‏ هو لاعب كرة قاعدة أمريكي، ولد في 29 يونيو 1925 في ألبرتا في الولايات المتحدة، وتوفي في 27 نوفمبر 1980 في ريتشموند في الولايات المتحدة.

## وصلات خارجية
- بيل كونلي على موقع دوري كرة القاعدة الرئيسي (الإنجليزية)
- بيل كونلي على موقعبيزبول رفرنس.كوم (الدوري الرئيسي) (الإنجليزية)
- بيل كونلي على موقعبيزبول رفرنس.كوم (الدوري الثانوي) (الإنجليزية)